# 703
| 703                |
| ------------------ |
| Dødsfald - Fødsler |
|                    |

| Gregoriansk kalender | 703 DCCIII              |
| Ab urbe condita      | 1456                    |
| Armensk kalender     | 152 ԹՎ ՃԾԲ              |
| Kinesiske kalender   | 3399 – 3400 壬寅 – 癸卯 |
| Etiopisk kalender    | 695 – 696               |
| Jødisk kalender      | 4463 – 4464             |
| Hindukalendere       |                         |
| - Vikram Samvat      | 758 – 759               |
| - Shaka Samvat       | 625 – 626               |
| - Kali Yuga          | 3804 – 3805             |
| Iransk kalender      | 81 – 82                 |
| Islamisk kalender    | 84 – 85                 |

Se også 703 (tal)